# Maurice Lecat
Maurice Marie Albert Lecat (* 18. Mai 1884 in Saint-Josse-ten-Noode; † 5. Oktober 1951 in Ukkel)  war ein belgischer Mathematiker, Philosoph und Chemiker.
Er war an der Universität Löwen. Er war zwischen den beiden Weltkriegen in Belgien sehr aktiv als Pazifist, wobei er auch mit Albert Einstein in Kontakt kam.
Er war Mitarbeiter der französischen Ausgabe der Enzyklopädie der mathematischen Wissenschaften, in der er den Artikel Variationsrechnung bearbeitete. Er veröffentlichte verschiedene Bücher, darunter umfangreiche Bibliographien (darunter zur Relativitätstheorie und Variationsrechnung), über Determinanten, Maurice Maeterlinck und ein Buch, in der die Fehler von Mathematikern aufgelistet sind. 

## Schriften
- L'azéotropisme: la tension de vapeur des mélanges de liquides, 1919
- Pensées sur la science, la guerre et sur des sujets très variés, Brüssel: Lamertin 1919
- Bibliographie du calcul des variations, 1850–1913, 1913
- Bibliographie du calcul des variations depuis les origines jusqu'à 1850 comprenant la liste des travaux qui ont préparé ce calcul, 1916
- Bibliographie des séries trigonométriques, 1921
- Sur les déterminants cayléens et bicayléens anormaux, 1922
- Probité scientifique, 1923
- Notes diverses sur les déterminants, 1925
- Bibliographie de la relativité, Brüssel: Lamertin 1924
- Coup d'oeil sur la théorie des déterminants supérieurs dans son état actuel, 1927
- Isopérimètres, 1930
- Atome et cosmos, 1931
- Contre la guerre avec Einstein, 1931 (flämisch: Met Einstein tegen den oorlog)
- Probabilité et induction, 1935
- Erreurs de Mathématiciens des origines à nos jours, Brüssel: Castaigne 1935
- La théorie invariantive du calcul des variations du Prof. Th. de Donder, 1936
- Notice sur l'ouvrage Variationsrechnung de C. Carathéodory, 1936
- Prévision du temps par l'analyse des cartes météorologiques, 1936
- Maurice Maeterlinck en pantoufles, 1939
- Le Maeterlinckianisme, Brüssel: Castaigne 1941
- Tables azéotropiques, 1949